# Kevin Stott
Kevin Stott (Chino, Kalifornia, 1967. július 9. –) amerikai nemzetközi labdarúgó-játékvezető. Polgári foglalkozása tanár.

## Pályafutása

### Nemzeti játékvezetés
Játékvezetésből Chinóban vizsgázott. A San Bernardino megyei labdarúgó-szövetség által üzemeltetett labdarúgó bajnokságokban kezdte sportszolgálatát. Az Amerikai Labdarúgó-szövetség Játékvezető Bizottságának (JB) minősítésével 1995-től az Major League Soccer (MLS) profi játékvezetője. 2007-től hivatásos bíró. Küldési gyakorlat szerint rendszeres 4. bírói szolgálatot is végzett. A nemzeti játékvezetéstől 2015-ben visszavonult. MLS mérkőzéseinek száma: 244 (2013. 12. 31.)
| Időpont             | Helyszín                    | Mérkőzés típusa      | Mérkőzés                              | Eredmény | Nézők száma |
| ------------------- | --------------------------- | -------------------- | ------------------------------------- | -------- | ----------- |
| 2015. szeptember 8. | BC Place Stadion, Vancouver | utolsó MLS mérkőzése | Vancouver Whitecaps FC–Houston Dynamo | 13 – 0   | 21 000      |

#### Nemzeti kupamérkőzések
Vezetett kupadöntők száma: 1

##### MLS Cup 2005
| Időpont            | Helyszín                       | Mérkőzés típusa | Mérkőzés                         | Eredmény | Nézők száma |
| ------------------ | ------------------------------ | --------------- | -------------------------------- | -------- | ----------- |
| 2005. november 13. | Toyota Stadium (Texas), Frisco | döntő           | New England Revolution–LA Galaxy | 0 – 1    | 21 193      |

### Nemzetközi játékvezetés
Az Amerikai labdarúgó-szövetség JB terjesztette fel nemzetközi játékvezetőnek, a Nemzetközi Labdarúgó-szövetség (FIFA) 1995-től tartotta nyilván bírói keretében. A FIFA JB központi nyelvei közül az angolt beszéli. FIFA JB besorolása szerint első kategóriás bíró. Több nemzetek közötti válogatott, valamint CONCACAF-bajnokok ligája klubmérkőzést vezetett, vagy működő társának 4. bíróként segített. A nemzetközi játékvezetéstől 2008-ban búcsúzott. Válogatott mérkőzéseinek száma: 22.

#### Labdarúgó-világbajnokság
Az U20-as, a 2001-es ifjúsági labdarúgó-világbajnokságon, valamint a 2003-as ifjúsági labdarúgó-világbajnokságona FIFA JB bíróként alkalmazta.

##### 2001-es ifjúsági labdarúgó-világbajnokság
| Időpont          | Helyszín                           | Mérkőzés típusa              | Mérkőzés             | Eredmény | Nézők száma |
| ---------------- | ---------------------------------- | ---------------------------- | -------------------- | -------- | ----------- |
| 2001. június 17. | Olimpiai Stadion, Córdoba          | csoportmérkőzés (B. csoport) | Brazília–Németország | 2 – 0    | 5100        |
| 2001. június 24. | Newell's Old Boys Stadion, Rosario | csoportmérkőzés (D. csoport) | Csehország–Japán     | 0 – 3    | 8500        |

##### 2003-as ifjúsági labdarúgó-világbajnokság
| Időpont            | Helyszín                   | Mérkőzés típusa              | Mérkőzés                                 | Eredmény | Nézők száma |
| ------------------ | -------------------------- | ---------------------------- | ---------------------------------------- | -------- | ----------- |
| 2003. november 29. | Al-Maktoum Stadion, Dubaj  | csoportmérkőzés (D. csoport) | Japán U20-as labdarúgó-válogatott–Anglia | 1 – 0    | 12 000      |
| 2003. december 2.  | Nemzetközi Stadion, Al Ain | csoportmérkőzés (E. csoport) | Mexikó–Szaúd-Arábia                      | 1 – 1    | 10 950      |

---
A 2005-ös U17-es labdarúgó-világbajnokságon a FIFA JB játékvezetőként vette igénybe szolgálatát.
| Időpont              | Helyszín                   | Mérkőzés típusa              | Mérkőzés               | Eredmény | Nézők száma |
| -------------------- | -------------------------- | ---------------------------- | ---------------------- | -------- | ----------- |
| 2005. szeptember 16. | Nemzeti Stadion, Lima      | csoportmérkőzés (B. csoport) | Törökország–Ausztrália | 1 – 0    | 14 200      |
| 2005. szeptember 20. | Miguel Grau Stadion, Piura | csoportmérkőzés (D. csoport) | Hollandia–Brazília     | 1 – 2    | 20 749      |

---
A 2002-es labdarúgó-világbajnokságon, illetve a 2006-os labdarúgó-világbajnokságon a FIFA JB bíróként alkalmazta. Selejtező mérkőzéseket a CONCACAF zónában vezetett.

##### 2002-es labdarúgó-világbajnokság
| Időpont           | Helyszín                               | Mérkőzés típusa           | Mérkőzés                                         | Eredmény | Nézők száma |
| ----------------- | -------------------------------------- | ------------------------- | ------------------------------------------------ | -------- | ----------- |
| 2000. április 16. | Városi Stadion, San Cristóbal          | előselejtező (3. csoport) | Dominikai Köztársaság–Trinidad és Tobago         | 0 – 1    | 1000        |
| 2000. június 11.  | Antigua Recreation Stadion, St. John’s | rájátszás                 | Antigua és Barbuda–Guatemala                     | 0 – 1    | 4000        |
| 2000. július 23.  | Hasely Crawford Stadion, Port of Spain | előselejtező (1. csoport) | Trinidad és Tobagó-i labdarúgó-válogatott–Mexikó | 1 – 0    | 20 000      |

##### 2006-os labdarúgó-világbajnokság
A világbajnokság helyszínén tartott fizikai felmérésen Peter Prendergast térdsérülést szenvedett, helyette a tartalék sorból lépett előre. Egy csoportmérkőzésen 4. bíróként tevékenykedett.

###### Selejtező mérkőzés
| Időpont             | Helyszín                              | Mérkőzés típusa                   | Mérkőzés                                                                  | Eredmény | Nézők száma |
| ------------------- | ------------------------------------- | --------------------------------- | ------------------------------------------------------------------------- | -------- | ----------- |
| 2004. február 18.   | Orange Bowl Stadion, Miami            | előselejtező (első kör)           | Haiti–Turks- és Caicos-szigetek                                           | 5 – 0    | 3000        |
| 2004. június 12.    | Orange Bowl Stadion, Miami            | előselejtező (2. kör)             | Haiti labdarúgó-válogatott–Dominikai labdarúgó-válogatott                 | 1 – 1    | 30 000      |
| 2004. június 27.    | Victoria Stadion, Aguascalientes      | előselejtező (2. kör)             | Mexikói labdarúgó-válogatott–Dominika                                     | 8 – 0    | 17 000      |
| 2004. szeptember 5. | Mateo Flores Stadion, Guatemalaváros  | előselejtező (3. kör; 2. csoport) | Guatemala labdarúgó-válogatott–Costa Rica                                 | 2 – 1    | 27 460      |
| 2004. október 9.    | Marcel Saupin Stadion, San Pedro Sula | előselejtező (3. kör; 2. csoport) | Honduras–Kanada                                                           | 1 – 1    | 42 000      |
| 2004. október 17.   | Estadio Tecnológico, Monterrey        | előselejtező (3. kör; 3. csoport) | Mexikói labdarúgó-válogatott–Saint Kitts és Nevis                         | 8 – 0    | 12 000      |
| 2005. március 26.   | Mateo Flores Stadion, Guatemalaváros  | előselejtező (döntő csoport)      | Guatemalai labdarúgó-válogatott–Trinidad és Tobagó-i labdarúgó-válogatott | 5 – 1    | 22 506      |
| 2005. június 8.     | Estadio Universitario, Monterrey      | előselejtező (döntő csoport)      | Mexikói labdarúgó-válogatott–Trinidad és Tobagó-i labdarúgó-válogatott    | 2 – 0    | 32 833      |
| 2005. szeptember 3. | Rommel Fernández Stadion, Panamaváros | előselejtező (döntő csoport)      | Panama–Costa Rica-i labdarúgó-válogatott                                  | 1 – 3    | 21 000      |

###### Világbajnoki mérkőzés
| Időpont          | Helyszín                      | Mérkőzés típusa              | Mérkőzés            | Játékvezető                     | Eredmény | Nézők száma |
| ---------------- | ----------------------------- | ---------------------------- | ------------------- | ------------------------------- | -------- | ----------- |
| 2006. június 13. | Rhein-Neckar-Arena, Stuttgart | csoportmérkőzés (G. csoport) | Svájc–Franciaország | Valentyin Valentyinovics Ivanov | 0 – 0    | 52 000      |

#### CONCACAF-aranykupa
A 2003-as CONCACAF-aranykupa, a 2005-ös CONCACAF-aranykupa labdarúgó tornán a CONCACAF JB hivatalnoki feladatokkal bízta meg.

##### 2003-as CONCACAF-aranykupa
| Időpont          | Helyszín                   | Mérkőzés típusa              | Mérkőzés                                | Eredmény | Nézők száma |
| ---------------- | -------------------------- | ---------------------------- | --------------------------------------- | -------- | ----------- |
| 2003. július 13. | Orange Bowl Stadion, Miami | csoportmérkőzés (B. csoport) | Jamaicai labdarúgó-válogatott–Kolumbia  | 0 – 1    | 15 423      |
| 2003. július 19. | Orange Bowl Stadion, Miami | egyik negyeddöntő            | Kolumbiai labdarúgó-válogatott–Brazília | 0 – 2    | 38 000      |

##### 2005-ös CONCACAF-aranykupa
| Időpont          | Helyszín                               | Mérkőzés típusa              | Mérkőzés                                   | Eredmény | Nézők száma |
| ---------------- | -------------------------------------- | ---------------------------- | ------------------------------------------ | -------- | ----------- |
| 2005. július 10. | Memorial Coliseum Stadion, Los Angeles | csoportmérkőzés (C. csoport) | Jamaicai labdarúgó-válogatott–Dél-Afrika   | 3 – 3    | 30 710      |
| 2005. július 13. | NRG Stadion, Houston                   | csoportmérkőzés (C. csoport) | Guatemalai labdarúgó-válogatott–Dél-Afrika | 1 – 1    | 45 311      |

#### Nemzetközi kupamérkőzések
Vezetett kupadöntők száma: 1.

##### CONCACAF-bajnokok ligája
| Időpont         | Helyszín                      | Mérkőzés típusa   | Mérkőzés                      | Eredmény | Nézők száma |
| --------------- | ----------------------------- | ----------------- | ----------------------------- | -------- | ----------- |
| 2005. május 15. | Olimpiai Stadion, Mexikóváros | döntő 2. mérkőzés | Pumas UNAM–Deportivo Saprissa | 2 – 1    | 40 000      |

## Kapcsolódó szócikk
- Labdarúgó-játékvezetők listája

| Elődje: Brian Hall | CONCACAF-bajnokok ligája döntő 2004–2005 | Utódja: José Piñeda |

| Elődje: Michael Kennedy | MLS-kupa döntő 2005 | Utódja: Jair Marrufo |